# Asura evora
Asura evora är en fjärilsart som beskrevs av Druce 1906. Asura evora ingår i släktet Asura och familjen björnspinnare. Inga underarter finns listade i Catalogue of Life.